# Gunta Baško
Gunta Baško (17 de abril de 1980) é uma basquetebolista profissional letã.

## Carreira
Gunta Baško integrou a Seleção Letã de Basquetebol Feminino, na Pequim 2008, que terminou na nona colocação.